# Evropská dobrovolná služba
Evropská dobrovolná služba (EDS nebo též anglicky EVS) umožňuje mladým lidem zapojit se individuálně nebo ve skupinách do dobrovolnických projektů konaných v zemích Evropské unie a v partnerských zemích. Projekty v délce 2 až 12 měsíců jsou zaměřeny na kulturu, děti a mládež, sport, sociální péči, umění, ekologii… Evropská dobrovolná služba je součástí programu Erasmus+.
Dobrovolníkem se může stát každý mladý člověk ve věku 18 až 30 let, který má trvalé bydliště v ČR, v jiné zemi programu nebo v partnerské zemi.
Organizace, která vysílá nebo hostí dobrovolníka, může být nezisková organizace nebo sdružení, místní, regionální či státní orgán nebo mezinárodní vládní organizace.
Koordinující organizací může být nezisková organizace nebo sdružení, místní, regionální nebo státní orgán, orgán působící v oblasti mládeže, sportu či kultury nebo mezinárodní vládní organizace.
V roce 2018 projekt Evropská dobrovolná služba skončil a nahradil ho program Evropský sbor solidarity.